# Mehrheitsgesellschaft
Der Begriff Mehrheitsgesellschaft bezeichnet denjenigen Teil einer Gesellschaft, der wegen der Größe seines Anteils an der Gesamtbevölkerung die kulturelle Norm eines Gemeinwesens definieren und repräsentieren kann.

## Begriffsgeschichte
In Deutschland tauchte das Wort erstmals im Zusammenhang mit der öffentlichen Debatte um die Integration von Einwanderern auf. Dabei wird häufig vor der Entwicklung von Parallelgesellschaften ethnischer Minderheiten gewarnt, die sich von der deutschen Mehrheitsgesellschaft abgrenzten statt sich in sie zu integrieren. Befürworter des Multikulturalismus lehnen den Begriff ab, da er eine Pflicht von Minderheiten zur kulturellen Assimilation an die Mehrheit suggeriere, während es ihrer Ansicht nach die Pflicht der Mehrheitsgesellschaft sei, den Schutz und die Anerkennung kultureller Unterschiede zu gewähren.

## Dominanzkultur
Der Begriff Dominanzkultur wurde von Birgit Rommelspacher 1995 zur Beschreibung struktureller Diskriminierungen entwickelt. Danach erklären sich Formen der Ausgrenzung – wie die des Rassismus – wesentlich durch die dominanten kulturellen Normen einer Gesellschaft. Die Ausgrenzungen erklären sich nicht, wie vielfach angenommen wird, durch die kulturelle Verunsicherung der Mehrheitsgesellschaft infolge der ihr fremden Kulturen oder neuer emanzipatorischer Bewegungen. Mit dieser Dominanzkultur gehen Formen der „Einverleibung“ fremder bzw. neuer Kulturen einher: „Hans Jonas (1984) hat die Konfliktlösung qua Dominanzverhalten als ‚Alexandersyndrom‘ beschrieben: Jede Grenze zu einem neuen Land, zu einem unbekannten Territorium war für Alexander den Großen Provokation genug, um es unterwerfen zu müssen. Er war getrieben, alles Neue sich und seinem Reich einzuverleiben.“